# Quammenis
Quammenis is een geslacht van kevers uit de familie van de loopkevers (Carabidae). De wetenschappelijke naam van het geslacht is voor het eerst geldig gepubliceerd in 2000 door Erwin.

## Soorten
Het geslacht Quammenis is monotypisch en omvat slechts de volgende soort:
- Quammenis spectabilis Erwin, 2000